# 桑田義備
桑田 義備（くわだ よしなり、1882年〈明治15年〉10月5日 - 1981年〈昭和56年〉8月13日）は、植物細胞学者。京都大学名誉教授。大阪府生まれ。

## 人物・来歴
細胞の核分裂、稲の染色体数の決定や配列に関する研究を行う。
1918年に徳川義親により東京府荏原郡平塚村小山に設立された私立の徳川生物学研究所の所長を務める。
その後、1922年から1942年まで京都帝国大学教授を務める。
1953年「染色体構造の研究」で日本学士院賞受賞、同年より日本学士院会員。
1962年文化勲章受章。

## 著書

### 単著
- 『染色体の構造』養賢堂〈実験生物学集成 12〉、1937年9月。 NCID BN06576535。全国書誌番号:46055263。
- 『細胞核の分裂』弘文堂書房、1943年5月。 NCID BN13711630。全国書誌番号:46015856。
- 『核分裂の進化』岩波書店、1954年6月。 NCID BN02753231。全国書誌番号:54007633。

### 編集
- 『細胞学』培風館、1956年8月。 NCID BN1081881X。全国書誌番号:56012707。